# Mialet (Dordogne)
Mialet – miejscowość i gmina we Francji, w regionie Nowa Akwitania, w departamencie Dordogne.
Według danych na rok 1990 gminę zamieszkiwało 795 osób, a gęstość zaludnienia wynosiła 21 osób/km² (wśród 2290 gmin Akwitanii Mialet plasuje się na 521. miejscu pod względem liczby ludności, natomiast pod względem powierzchni na miejscu 195.).